# Екзарх Йосиф (площад във Варна)
„Екзарх Йосиф“ е площад във Варна.
Намира се в район „Одесос“, свързващ улиците „Михаил Колони“, „Свети Климент“, „Преспа“, „Одрин“, „Стефан Караджа“, „Стефан Богориди“ и „27-и юли“. Площадът е наречен на висшия български православен духовник, екзарх на Българската екзархия Йосиф I Български. Пространството е известно сред варненци и като „Шишковата градинка“, от името на д-р Данаил Шишков, който построява клиника с пансион за летовници през 1926 година. 
На това място преди Освобождението функционира т.нар. Цигански пазар (Ченгене пазар). Той се оформя като средище в контактна зона между тогавашните арменска, гагаузка и гръцка махали. Тук на 19 август 1860 г. отваря врати първото българско училище във Варна.
През 1907 г. площадът се нарича "Свети Климент". Към 1930 г. пространството вече е благоустроено като площад "Екзарх Йосиф", но все още получава критики в пресата за своята недостатъчна градска уреденост.
През 2019-2020 г. е извършена реконструкция на района.